# Hafenkran

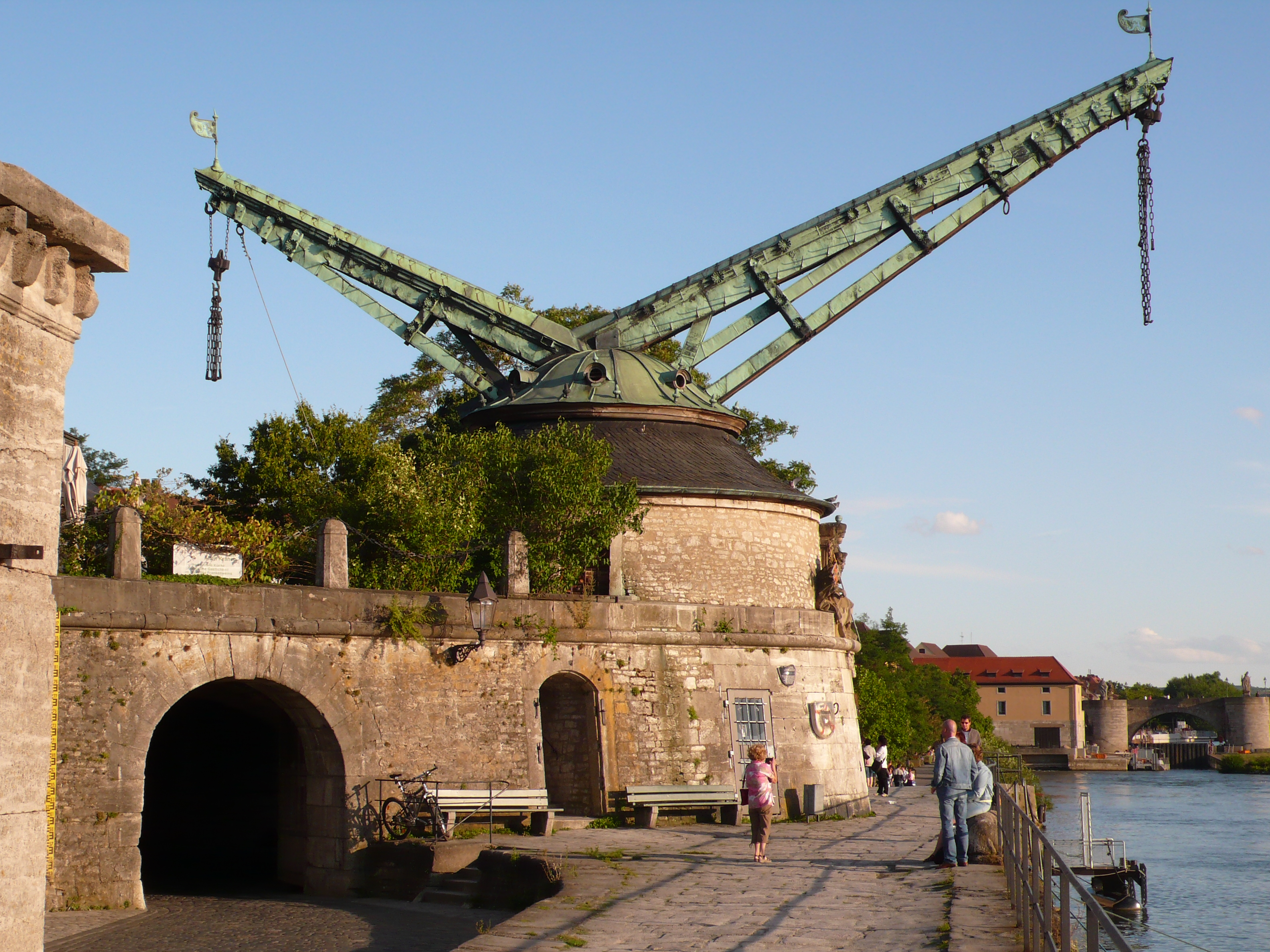
Alter Kranen in Würzburg mit Doppelausleger (1767–1773 errichtet)

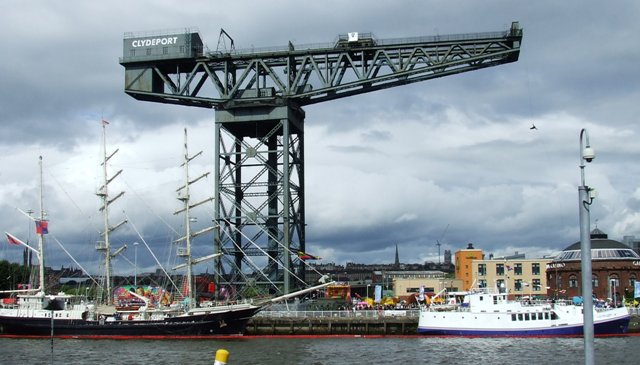
Der Finnieston Crane (Glasgow)

Ein Hafenkran ist ein Kran, der zum Be- und Entladen von Schiffen dient und am Kai steht.
Mit speziellem Hebezeug ausgestattet kann man damit auch Schiffe ins Wasser bringen oder herausheben.

## Geschichte des Hafenkrans
Stationäre Hafenkräne – nach dem gegenwärtigen Erkenntnisstand in der Antike unbekannt – werden als eine Neuentwicklung des Mittelalters angesehen. Der typische Hafenkran war eine drehbare Konstruktion, die mit zwei Treträdern (Tretmühle) ausgestattet war – eine Art „Hamsterrad für Hafenarbeiter“. Diese Kräne wurden zum Laden und Löschen von Frachtgut direkt auf dem Kai errichtet, wo sie ältere Hebemethoden wie Winden, Wippen und Rahen ersetzten oder ergänzten. Aus strömungstechnischen Gründen wurden vereinzelt Tretradkräne auf ein mehrere Meter hohes Basaltfundament (Bastion, Rondell, Werft) auf in den Uferschlick gerammten Eichenpfählen errichtet (Andernach, Trier).
Drei Typen von Hafenkränen mit unterschiedlichen geographischen Schwerpunkten lassen sich identifizieren:

### Bockkran
Zum einen Bockkräne, deren gesamte Konstruktion sich um eine zentrale, vertikale Achse drehte, und die gewöhnlich in flandrischen und holländischen Küstenorten zu finden waren (Brügge, Nieuwpoort, Antwerpen, Mechelen, Gent).

### Turmkran
Zum anderen Turmkräne, bei denen Seilwinde und Laufräder sich in einem festen Turm befanden, und nur Ausleger (auch mit Doppelausleger für Ballast (Trier) oder als zweites Hebezeug (Würzburg)) und Dach sich mit der Last drehten. Dieser Typus war in deutschen See- und Binnenhäfen verbreitet, aber auch in Schweden.

### ?
Zum dritten Kräne, bei denen Kranhaus mit den Antriebstreträdern vom Ausleger getrennt waren. Letzter stand separat als drehbarer Galgenausleger vor dem Kranhaus. Solche Kräne waren in England verbreitet (Guildford, Harwich), aber auch auf dem Kontinent. So gehörte der zweite Kran von St. Goar (erbaut 1658 unter Landgraf Ernst I.) diesem Typus an: Im achtkantigen vierstöckigen Steinturm liefen die Treträder, während der eigentliche Ausleger als Galgen zwischen Kranhaus und Kai stand, im Kaiboden und einer überdachten Holzkonstruktion vom Kranhausdach ausgehend, einem starren Ausleger nicht unähnlich, eingespannt war.

### Wellradkran
Neben den Tretradkränen gab es auch Wellradkräne. Hier wurde die Trommel oder das Rundholz zur Aufnahme des Seils mit meist zwei Wellrädern an beiden Rollenenden und darüber laufendem Endlosseil per Hand angetrieben. Ein solcher Kran steht als Nachbau in Otterndorf. Eine weitere Variante ist der Haspelkran, bei dem die Laufräder durch zwei gewaltige Haspeln ähnlich einem Gangspill mit vertikaler Achse ersetzt sind, wie der Nachbau in Vlaardingen, Südholland, zeigt.

### Rampe als Alternative
Interessanterweise wurden Kaikrane nicht im Mittelmeerraum und in den hochentwickelten italienischen Hafenstädten übernommen, wo die Behörden über das Mittelalter hinaus Gebrauch von der arbeitsintensiveren Methode des Löschens über Rampen machten. Eine Mischung aus Rampe und Tretradkran findet sich im Kloster Mont Saint-Michel, ein Tretradschrägaufzug.
Im Gegensatz zu Baukränen (in einigen Kirchendachstühlen noch vorhanden wie im Nordturm der Frauenkirche München, im Freiburger und Gmünder Münster), bei denen die Arbeitsgeschwindigkeit durch den relativ langsamen Arbeitsrhythmus der Maurer bestimmt wurde, besaßen Hafenkräne gewöhnlich ein Doppeltretrad, um den Verladeprozess zu beschleunigen. Die zwei Treträder, deren Durchmesser über 4 m lag (bis 6,5 Meter im Krantor, bis 7,4 m am früheren Mecheler Kran), waren an beiden Seiten der Kranachse angebracht und drehten sich zusammen zum Aufnehmen bzw. Ablassen der Kette oder des Seils. Heutzutage existieren nach einer Untersuchung noch neunzehn (fünfzehn originale) Tretradhafenkräne, ein Wellradkran und ein Haspelkran aus vorindustrieller Zeit in Europa. Neben diesen stationären Kränen kamen bereits im 14. Jahrhundert Schwimmkrane oder Kranschiffe auf (Düsseldorf, Köln, Andernach, Trier u. a.), die im ganzen Hafenbecken flexibel eingesetzt werden konnten, aber bei Hochwasser, Eisgang und Sturm gefährdet waren.

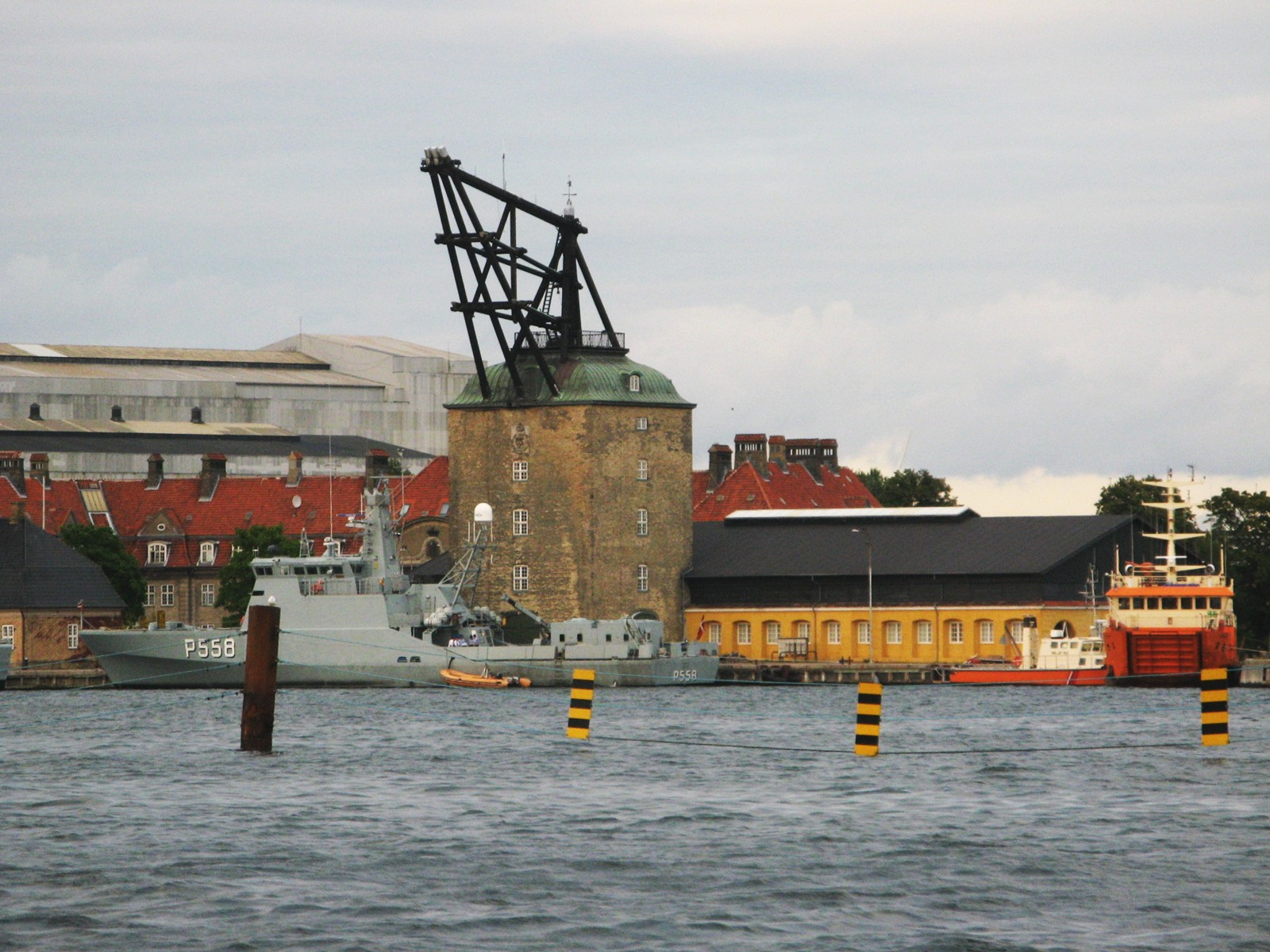
36 m hoher Mastkran (1748–51) in Kopenhagen zum Aufstellen von Segelschiffsmasten
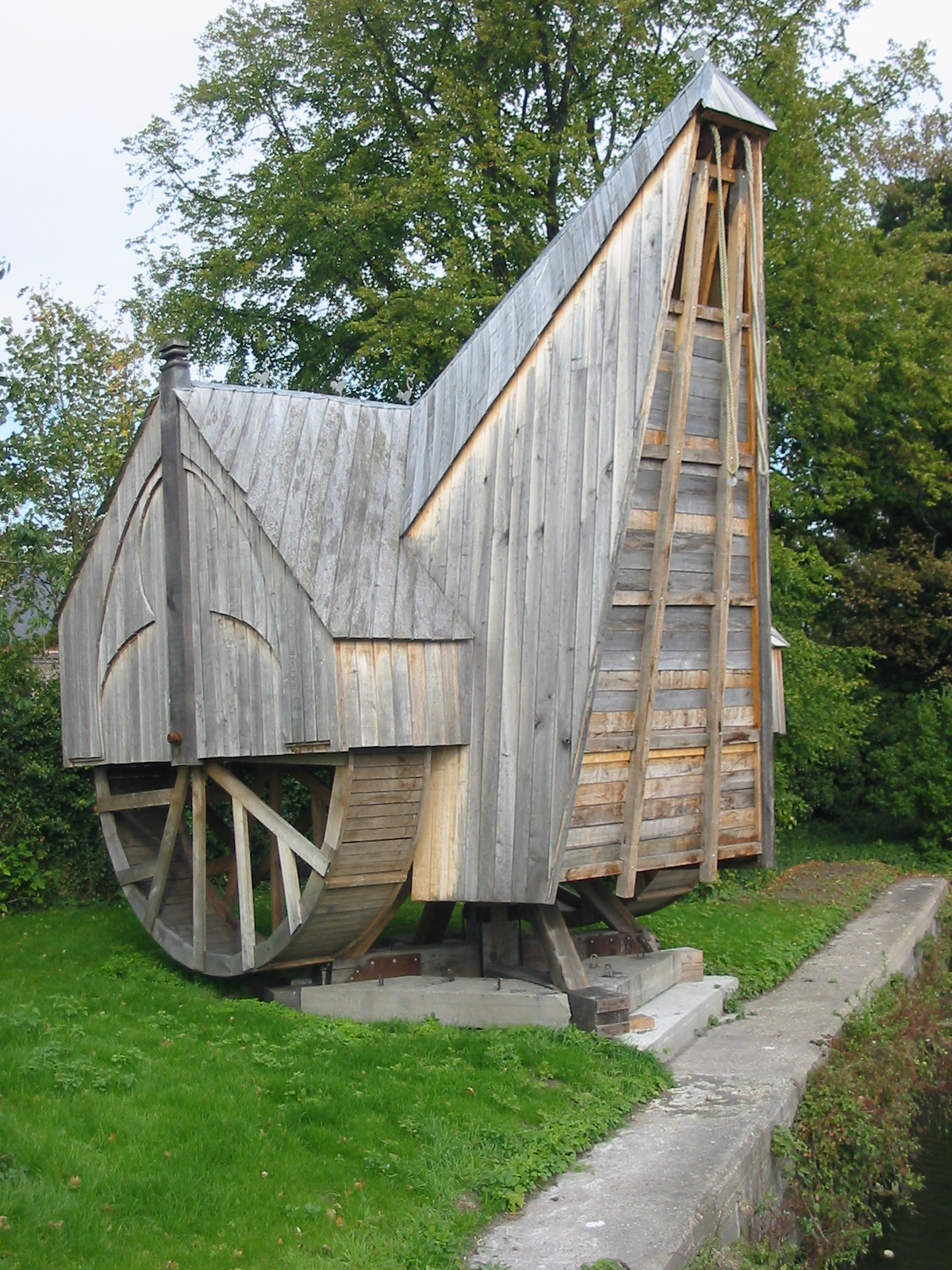
Brügge: Hafenkranmodell
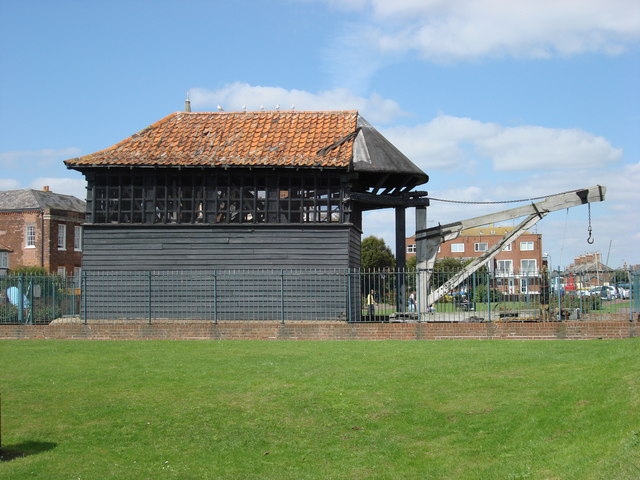
Harwich: Hafenkran
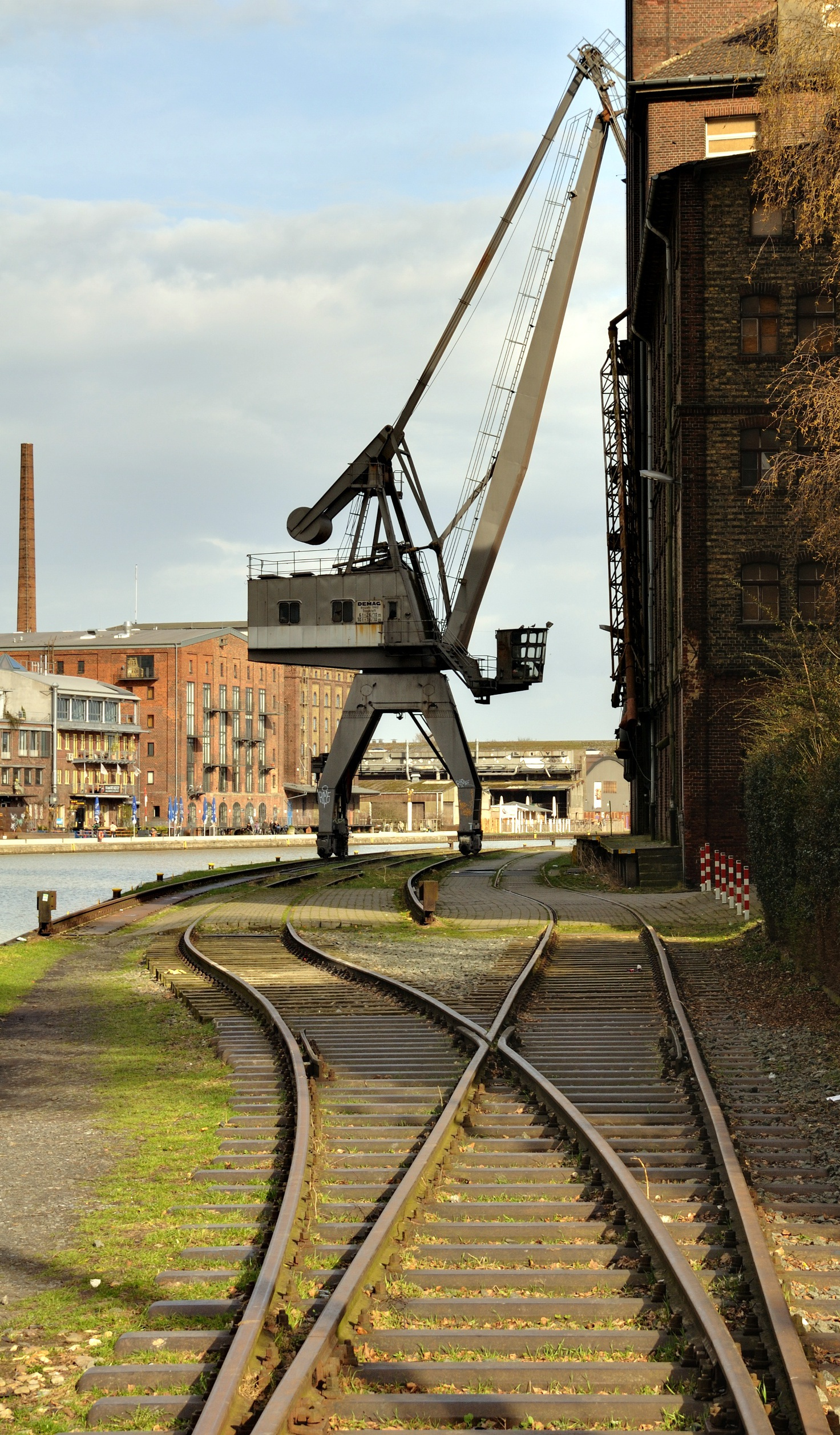
Hafenkran in Münster
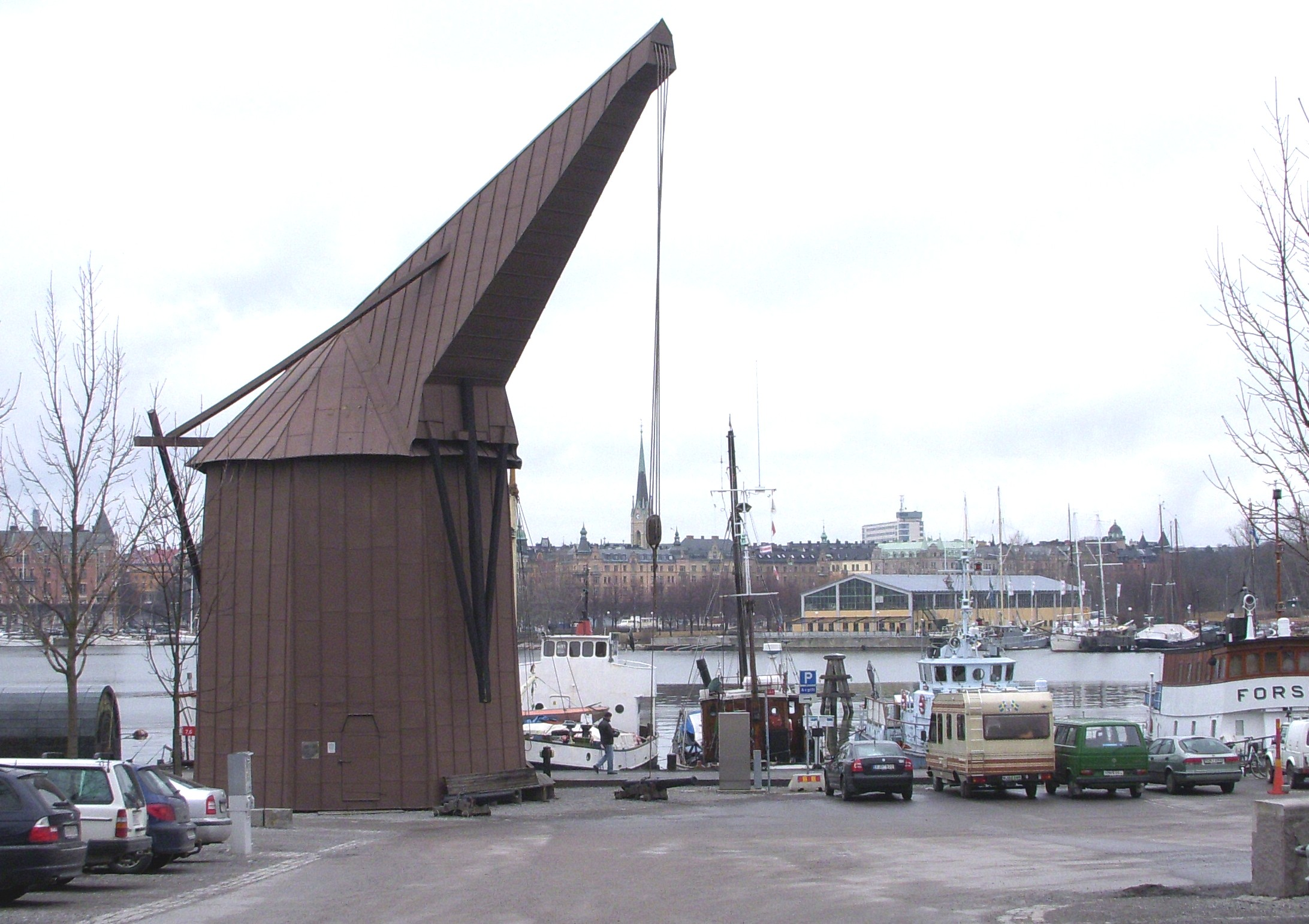
Stockholm: Kanonenkran von 1751
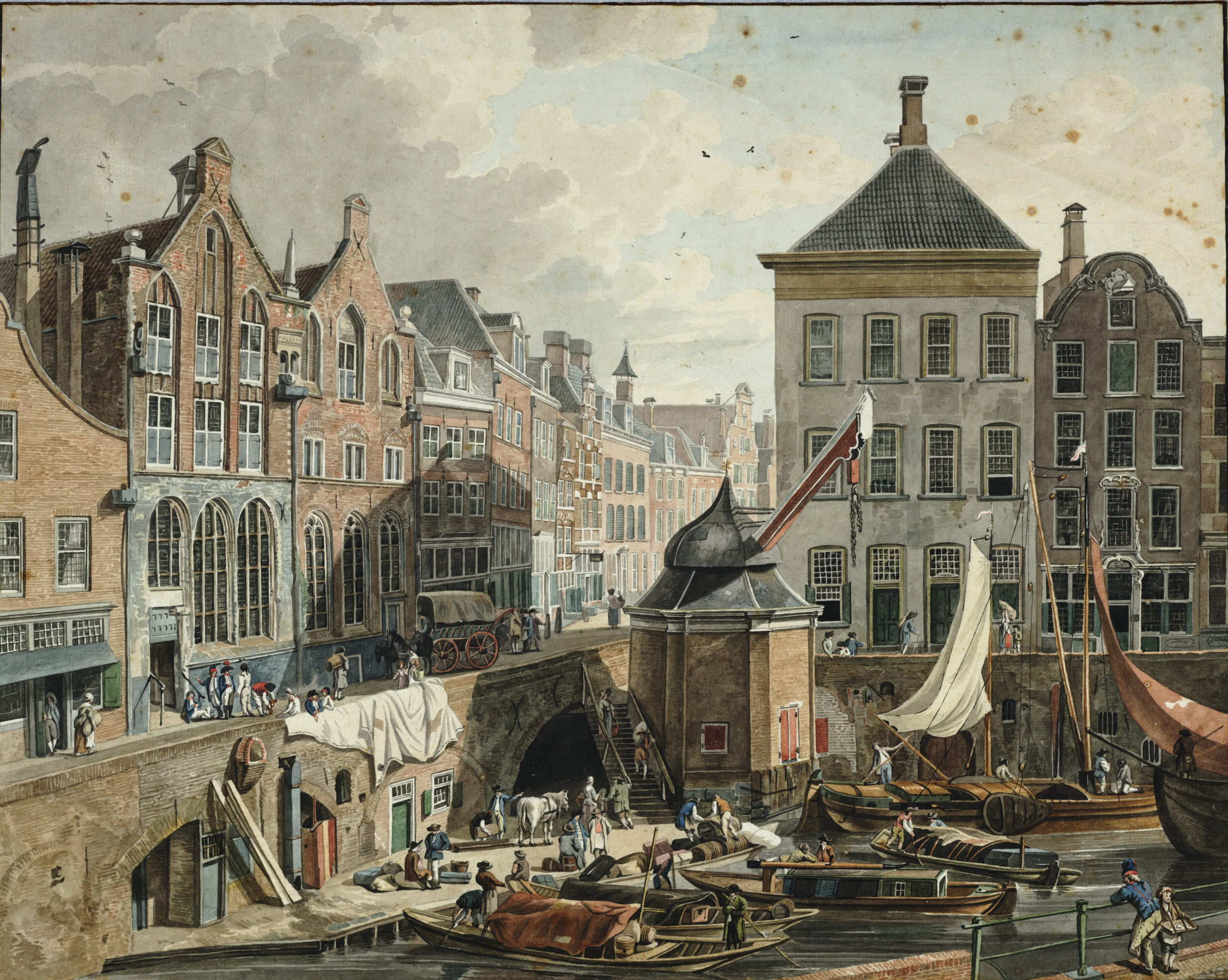
Utrechter Stadtkran um 1800 (1402–1837)

## Deutschland
| \| \|                                               |
| Sankt Goar: achteckiger Steinkran von 1658, um 1860 |
| Hafenkran                                           |

In der Schifffahrt kamen beim Betrieb der seit dem Mittelalter verbreiteten Hafenkräne zwecks Zeitgewinns gewöhnlich Doppeltreträder zum Einsatz, die an beiden Seiten eines drehbaren Turms befestigt waren. Diese Turm-Tretkräne waren entweder aus Holz oder Stein gebaut und konnten beim Verladen eine Last von bis 2,5 Tonnen bewältigen. Es wird geschätzt, dass circa 80 Tretkräne an 32 Kranstandorten am Rhein mit Nebenflüssen im Einsatz waren, im gesamten deutschsprachigem Raum sogar ca. doppelt so viele.
Hafenkräne kamen ab Mitte des 13. Jahrhunderts als Ersatz oder Ergänzung des Haspelantriebs in Hafenstädten wie Hamburg, Brügge, Gent oder Antwerpen auf sowie in Städten mit Stapelrecht, wie z. B. in Straßburg, Trier oder Köln, wo es im 16. Jahrhundert vier Tretkräne gab (Kölner Stadtansicht von 1531 des Anton Woensam), von denen einer 20 m hoch war. Es war zudem ein landesfürstliches (kurfürstliches wie erzbischöfliches) Privileg, einen Kran zu errichten und durch einen Kranmeister zu betreiben bzw. dessen Genehmigung zum Bau und Betrieb eines Krans seitens einer Stadt war erforderlich. In Koblenz ist noch das achtkantige Steinhaus des ehemaligen Koblenzer Rheinkrans (1611 von Johann II. von Pasqualini errichtet) als Pegelhaus am Rhein zu sehen (250 m nördlich der Schlossanlage), in St. Goar stand bis Ende 1869 der achtkantige steinerne Rheinkran aus dem 17. Jahrhundert (Vorgänger 1484 urkundlich erwähnt) südlich des damaligen Hafenbeckens. Wenzel Hollar hat ihn um 1635 gezeichnet, eine Farblithographie St. Goar & Rheinfels von François Stroobant zeigt den fast gleichen Nachfolgebau von 1658 im Jahre 1860.
Ein vorindustrieller Tretradkran benötigte inklusiv vereidigtem Kranmeister, der in den Diensten des Kranpächters oder des Stadtrates stand und für Bezahlung der Bediensteten (darunter Kranschreiber, Seilschmierer) im und am Kran sowie Ablauf der Krangeschäfte verantwortlich war, und den in den Rädern laufenden Windenknechten eine 15–25 Mann umfassenden Mannschaft, die der eigenen Zunft der Aufläder oder Kärrner angehörte. Der Aufläder oder Kranknecht – nicht zu verwechseln mit dem Windenknecht, Windenfahrer, Radläufer, Krantreter oder Kranarbeiter in den Treträdern bzw. an der Deichsel im Kranhaus, arbeitete außerhalb des Krans an der Kranlast auf dem Kai oder im Schiff.

## Schweiz
In Basel sind am Rheinhafen Hafenkräne keine Besonderheit. Vom April 2014 bis Januar 2015 stand am Limmatquai in Zürich ein Hafenkran als Kunstinstallation der Gruppe um Jan Morgenthaler: Lange Zeit in den Medien heftig diskutiert, überragte ein Rostocker Hafenkran aus dem Jahr 1963 als Teil des Projekts Zürich Transit Maritim für einige Monate die Zürcher Altstadt.

## Liste historischer Hafenkräne
Im Folgenden eine Liste erhaltener Hafenkrane im (ehemals) deutschsprachigen Raum. Auch moderne Rekonstruktionen sind aufgeführt.
| Name                      | Stadt                   | Gewässer        | Geschichte | Material                                   | Bild              |
| ------------------------- | ----------------------- | --------------- | --- | ------------------------------------------ | ----------------- |
| Krantor                   | Danzig                  | Mottlau         | 1367, Umbau 1442–1444; älteste Hebeeinrichtung im (ehem.) deutschsprachigen Raum | Stein und Holz                             |                   |
| Moselkran, Alter Krahnen  | Trier                   | Mosel           | 1413, bis 1910 in Betrieb (497 Jahre) | Stein                                      |                   |
| Rheinkran Bingen          | Bingen                  | Rhein           | 1487, 1819 erneuert, bis um 1890 in Betrieb (~400 Jahre). Nach umfänglicher Sanierung seit 2008 wieder in Betrieb für touristische Vorführungen durch die Denkmalgesellschaft Bingen am Rhein. | Holz auf Steinsockel                       |                   |
| Rheinkran, Alter Krahnen  | Andernach               | Rhein           | 1554–1561 als Ersatz für Schwimmkran von ca. 1400, bis 1911 in Betrieb (350 Jahre) | Stein                                      |                   |
| Rheinkran Düsseldorf      | Düsseldorf              | Rhein           | 1598–1853, in der zweiten Hälfte des 19. Jahrhunderts abgetragen | Stein und Holz                             |                   |
| Oestricher Kran           | Oestrich-Winkel         | Rhein           | 1744–1745, bis 1926 in Betrieb (181 Jahre) | Holz                                       |                   |
| Mainkran, Kran Marktsteft | Marktsteft              | Main            | 1764 (Vorgängerbau durch Eisgang zerstört), heute nur noch in Form des Sockels erhalten | Stein                                      |                   |
| Mainkran, Alter Kranen    | Würzburg                | Main            | 1767–1773 von Franz Neumann, bis 1846 in Betrieb (73 Jahre) | Stein                                      |                   |
| Historischer Kran         | Hanau                   | Main            | 1869, bis 1924 in Betrieb (55 Jahre) | Gusseisen und Stein (Sockel)               |                   |
| Zollkran                  | Trier                   | Mosel           | 1774, bis ca. 1900 in Betrieb (126 Jahre) | Stein                                      |                   |
| Mainkran, Alter Kranen    | Marktbreit              | Main            | 1784 (Holzvorgängerbau durch Eisgang zerstört), bis 1900 in Betrieb (116 Jahre) | Stein                                      |                   |
| Pegelhaus (Koblenz)       | Koblenz                 | Rhein           | 1609–11, bis 1900 in Betrieb | Stein                                      |                   |
| Holzkran (Wellrad)        | Otterndorf              | Medem           | ~1780 (1942 abgebrochen, später Nachbau) | Holz                                       |                   |
| Alter Kran                | Lüneburg                | Ilmenau         | 1330, 1379 und 1797 Neubau (Eisgang) bis 1860 in Betrieb (530/63 Jahre (Neubau)) | Holz                                       |                   |
| Hafenkran                 | Rostock                 | Warnow          | ~1620 Steinkran, 1780–1887 Holzkran vor dem Burgwalltor; 1996 Rekonstruktion | Holz                                       |                   |
| Alter Salzkran            | Stade                   | Schwinge        | 1661–1898 (Abriss; 237 Jahre), 1977 Rekonstruktion nach dem Lüneburger Kran | Holz                                       |                   |
| Alter Saarkran            | Saarbrücken             | Saar            | 1762 von F. J. Stengel, 1784 erneuert; seit 1865 Verfall (103 Jahre); 1989–1991 Nachbau | Holz auf Steinsockel                       |                   |
| Bamberger Kran            | Bamberg                 | Regnitz         | auf den Stadtansichten von Braun/Hogenberg und Matthäus Merian (Stich 1640) zu sehen; Abbruch im 19. Jahrhundert                                                                               | Achteckiger Fachwerkbau auf Steinfundament | Aquarell von 1818 |
| Kampnagel Krane           | Hamburg-Altona-Altstadt | Norderelbe      | 1939 von Kampnagel gebaut und am Lübecker Ufer eingesetzt. 1989 an den Altonaer Holzhafen umgesetzt.                                                                                           | Stahl (Rollwippdrehkran)                   |                   |
| Stadskraan, Havenkraan    | Vlaardingen             | Nieuwe Waterweg | Vorgänger 1626; Original 1858 erbaut, 1909 durch Stahlkran ersetzt; 1996 Nachbau | Doppelhaspelbockkran, Holz auf Holzbock    |                   |
| Stadskraan (Havenkraan)   | Mechelen                | Dijle           | 1311 Holzkran nahe Kranbrücke (Kraanbrug), Neubau 1346, 1369, 1430, 1455, 1765, 1886 abgebrochen                                                                                               | Doppeltretradbockkran, Holz auf Holzbock   | Photo ca. 1870    |
| Herkuleskran              | Frankfurt am Main       | Main            | 1887, letzter handbetriebener Drehkran am Frankfurter Mainkai, vom ursprünglichen Standort am Falltor Anfang des 20. Jahrhunderts an das Nizza verlegt                                         | Gusseisen und Stein                        |                   |
| Historischer Ladekran     | Frankfurt am Main       | Main            | 1770 (Sockel), 19. Jahrhundert (Kran), Stand in der Niddamündung in Frankfurt-Höchst | Gusseisen und Stein                        |                   |